# طلال مداح
طلال مداح (انگلیسی: Talal Maddah؛ ۵ اوت ۱۹۴۰ – ۱۱ اوت ۲۰۰۰) موسیقی‌دان و آهنگساز اهل کشور عربستان سعودی بود. طرفدارانش به وی القاب متعددی از جمله «صدای زمین» و «حنجره طلا» داده‌اند. وی بین سال‌های ۱۹۵۸ تا ۲۰۰۰ میلادی فعالیت می‌کرد.